# Scotopteryx adornata
Scotopteryx adornata är en fjärilsart som beskrevs av Otto Staudinger 1896. Scotopteryx adornata ingår i släktet backmätare, och familjen mätare. Inga underarter finns listade.